# Necator americanus
Necator americanus é uma espécie de nematódeo do gênero Necator responsável pela necatoríase.
O Necator americanus conhecido como ancilostoma do novo mundo, pertence a família Ancylostomidae de Nemátodas e tem sua ocorrência em regiões tropicais.

## Morfológia
Vermes adultos de forma cilíndrica, com a extremidade cefálica recurvada dorsalmente; cápsula bucal profunda com duas lâminas cortantes na margem interna da boca. O macho (5 a 9mm) é menor que a fêmea (9 a 11mm)